# タウヒード
タウヒード（アラビア語: توحيد、ラテン文字化：Tawḥīd/Tawheed/Tauheed、トルコ語: Tevhid）とは、イスラームにおける一神教の概念である。イスラームにおいて、タウヒードは〈一化の原理〉を意味すると同時に、世界観と存在論、すなわち価値観の根本である。
また、タウヒード論においては、神の唯一性という言葉で、和訳され論じられることも多いが、神の唯一性という言葉は、アラビア語において（ラテン文字表記をすると）waḥḥdat-Allah という明確な表現があるので、正確な訳出とはいえない点で留意する必要がある。したがって、この記事においては、神の唯一性を起点とした上で、そこで活用された〈一化の原理〉に則りながら、現実解釈のための基本原則を提示する内容を描出することとなる。
タウヒードの反対の概念は、シルク（shirk、多元性）である。

## 語源
タウヒードという言葉は、アラビア語の動詞ワハダ (waḥada) の第2型であり、〈一に化す〉、〈一に帰す〉を意味するワッハダ (waḥḥada) という動詞から派生した動名詞である。その原義は、〈一化〉、〈帰一〉を意味する。

## 定義
イスラームにおける唯一神（アッラー）の存在を絶対であるとし、キリスト教世界で信奉されている三位一体説を否定する。

### クルアーンでの言及
クルアーン（アル・クルアーン）において、タウヒードは随所に言及されている。また、「アッラーのほかに神は無く、ムハンマドはアッラーの使徒なり」という文節は、サラートとして知られる1日5回の礼拝において引用される。

### シルク（多元性）の概念
タウヒードの反意語は、シルクである。アラビア語では、分割・分離を意味する。

## ムスリムの視点
スンナ派、シーア派ともに一致しているのは、イスラームにおける最重要な概念であるタウヒードがこの絶対で完全なる創造者を受け入れるということで展開されているということである。ムスリムは、「アッラーのほかに神は無く、ムハンマドはアッラーの使徒なり」という信仰告白（シャハーダ）を公に唱えることによってムスリムとなり、かつ、自らの信仰を絶えず、再確認することとなる。

### スンナ派の視点
スンナ派の人々は、タウヒードをイスラームの教条（Aqidah）の7つの重要な側面のひとつであると見なしている。
アシュアリー派の著名な学者の一人である Fakhrud-Din Ibn Asakir は、自らの著書で、スンナ派の信条を記述している。
- アッラーは人々を導き、唯一の神である。
- アッラーは全ての世界（天界、地上界）を作りたもうた。
- 全ての創造物は、アッラーの力により服従されている。
- アッラーは、人生に帰する。睡魔にとらわれることは無い。
- アッラーは、人間が予見できないことについて知っているただ、ひとつの存在であり、全知全能である。
- アッラーの行うことは全て彼の意志に基づく。
- アッラーは報酬を望まず、罪を恐れない。
- アッラーは、創造の前から存在した。過去、未来というものをもたず、また、前後左右上下といった概念にはそぐわない。というのも、アッラーは全だからである。
- アッラーが、宇宙の森羅万象を創造し、時間の存在を望んだ。アッラーは、時間に制限されるということは無く、場所に明示される存在ではない。

#### 神の不可視性
スンナ派のムスリムは、神は見ることはできないと信じている。仮に神の姿を見ることができるのであれば、自らの生涯の終わりを意味する死後に訪れる最後の審判の日のみであると信じている。
クルアーンの記述
ハディースの記述。アブー・フライラは、人々とムハンマドの対話を以下のように記述している。
（人々）「われわれは、復活の日に神を見ることができるでしょうか？」
（預言者）「あなたがたは、満月の時に、月が見ることができないことで何か問題がありますか？」
（人々）「いいえ、そういうことはございませんが」
（預言者）「それでは、雲が何一つ無いときに、太陽を見ることができないことで、何か問題がありますか？」
（人々）「預言者よ、それも問題はございません」
（預言者）「ほんとうに、あなた方が神を見ようとすることは（あなた方が太陽や月を見るような）ことですよ」

#### クルアーンとタウヒード
スンナ派の人々は、クルアーンは創造されたものではなく、この視点は、十分にタウヒードの概念と互換可能なものである。ハンバル学派は、以下の視点を提示する。
アブー・ハニーファは、以下のように述べる。

### スンナ派（サラフィー）の視点
タウヒードは、3つの側面を持っている。
- 神の唯一性（Tawheed-ar-Ruboobeeyah）とは、「神は、創造者であり、創始者であり、設計者であり、全てを養ってくださるものであり、安寧を与えてくださるものであるという唯一の神であることを信じる」ことである。

この信仰は、ヨーロッパにおけるカルヴァン派や1600年代にニューイングランドに移住したピューリタンの信仰と相通じるものがある。この信仰に基づくと、人々は、神に全面的に依存している存在だと考えることになる。
タウヒードのこういった側面は、クルアーンに散見される。以下は、その一例である。
- 唯一神への帰依（Tawheed-al-Ulooheeyahあるいは、Tawheed-al-Ebaadah） とは、神以外のものは決して、崇拝の対象としてはならないということである。

タウヒードのこういった側面は、クルアーンに散見される。以下は、その一例（クルアーン第59章第22節から第24節）である。
「これぞこれ唯一無二の御神、アッラー。目に見える世界も、目に見えぬ世界をもともに知悉し給う。お情け深い、慈悲深い御神」
「これぞこれ唯一無二の御神、至高の王、聖なる御神、限りなき平安の神、誠実の守護者、万物の保護者。偉大で、その権力限りなく、尊厳この上もなきお方。ああ勿体無い、恐れ多い、人々がともに並べる（邪神ども）とは比較にならぬ高みにいます御神におわしますように」
「これぞこれアッラー、蛮勇を創造し、創始し、形成するお方。あらゆる最高の美名を一身に、集め給う。天にあるもの、地にあるもの、全て声高らかに賛美し奉る。ああ限りなく偉大、限りなく賢い御神よ」
- 偶像崇拝の完全否定（Tawheed-al-Asma-Sifaat）とは、神の不可視性とイスラーム化以前のカアバで数多くの神が神像として祀られていたことからその信仰を否定する考えである。

タウヒードのこういった側面は、クルアーンに散見される。以下は、その一例である。
ムスリムの人々（サラフィー）にとって、以下のような行動は、シルクと見なされるのである。
- スーフィー信仰 - 早期のムスリムやスーフィーと呼ばれる聖者の墓所へ巡礼を行ったりすること。
- 死から逃れるための礼拝

クルアーンを逐語的に解釈するのであれば、イブン・タイミーヤが説くように、神は、体の各部分を持たず、しかし、クルアーンやハディースに記述がある「手」、「目」、「顔」といった属性を持っている。しかし、それぞれは、人間が知っているような形状をしてはいない。そして、サラフィーは、神は天上界に住んでいると信じているのである。

### シーア派の視点
シーア派においても、タウヒードは絶対なものである。

#### 神の属性
シーア派は、神は見ることができるとは信じていない。また、アッラーはどんな形であれ、体を持っているという考えも拒否している。
クルアーンのいくらかの一節では、アッラーの体についての記述が見受けられる。例えば、「アッラーと並べて他の神を拝んではならぬ。もともとほかに神は無い。全ての物は滅び去り、ただ（滅びぬは）その御尊顔（アッラー自身ということ）のみ。一切の摂理はその御手にあり、お前たちもいずれはお側に連れ戻されていく」という一節である（第28章第88節）。シーア派の解釈は、「アッラーを除いて」という形になる。シーア派の論議では、この節は文字通り解釈してはならないのである。
また、シーア派の間で議論になる点は、神は、手を持っているというクルアーンの随所に記述がある点である。そのことは、神の力、あるいは慈悲を意味すると彼らは解釈している。例えば、「アッラーの手は鎖で縛られている（第5章第64節）」という文章で始まる一節である。しかし、シーア派の人々はこの文章に続く「アッラーの手は拡がっている」という文章を引用することで、この節の寓話性を説く。

#### 神の属性のリスト
神は、以下のような積極的な属性を持つと信じられている。
1. カディーム(Qadím) - アッラーは永遠である。始まり、そして終わりは無い。
2. カディール(Qadir) - アッラーは、全能である。アッラーの力は、全てのものに及ぼす。
3. アリーム('Alim) - アッラーは全知である。全てのことを知っている。
4. ハイ(Hai) - アッラーは生きている。それも永遠に。
5. ムリド(Muríd) - アッラーは、全ての事象に対して慎重である。混乱することは無い。
6. ムドゥリク(Mudrik) - アッラーは全てを受け入れてくる。全てを見聞する。あらゆる場所に存在している。ただし、目や耳を通して、見聞しているわけではない。
7. ムタカリム(Mutakalim) - アッラーは世界の創造主である。アッラーは、言葉を作った。
8. サディーク(Sadiq) - アッラーは真実である。

また、消極的な属性を持つ。
1. シャリク(Sharík) - アッラーは妻を持たない。
2. ムラカブ(Murakab) - アッラーは作られたものではなく、物質的なものでもない。
3. マカン(Makán) - アッラーは、どんな場所、体に制限されない。
4. フルル(Hulúl) - アッラーは体を持たない。
5. マハーレ・ハワディス(Mahale hawadith) - アッラーは変化しない。
6. マリ(Marí) - アッラーは見ることができない。なぜならば、体を持たないからである。
7. イフティヤジュ(Ihtiyaj) - アッラーは、独立した存在である。アッラーは、飢えていない。というのもアッラーは、どんなものも持っていないからである。
8. シファテ・ザイード(Sifate zayed) - アッラーは、あらゆる制限を受けない。

#### クルアーンとタウヒード
シーア派の人々は、神が「神の永遠でない行動の一つ」としてクルアーンを創り人々に贈ったものと認識しているので、したがって、シーア派の信仰は、スンナ派とは対照をなし、クルアーンは、創造物であるということになる。シーア派の人々は、ムハンマドの「神は存在した（その時には時間の概念があった）、したがって、神のそばには何もない」というハディースを引用する。
たとえ、そうであったとしても、シーア派の人々は、クルアーンは完全なものであると信じているのである。

## ムスリムによるそれぞれのタウヒード論への批判

### スンナ派への批判
シーア派の人々は、スンナ派の信仰は、真実からの逸脱と見なしている。しかしながら、シーア派の人々は、スンナの人々を多神教とは論じていない点で誤解してはならない。

#### 属性論への批判
シーア派の人々の批判は、スンナ派の人々が、胴体、顔、手、指、足といった体の一部分を持っているという記述がなされたハディースを真正のハディースと見なしているからである。

#### 「クルアーンは創られたものではない」という理論への批判
スンナ派の人々が、クルアーンは神の言葉で人の手によって創られたものではないと信じている一方で、シーア派の視点では、クルアーンは言い換えればシルクの表れであると主張する。

### シーア派への批判

#### アリーの神格化への批判
シーア派の視点が、アリーを神格化することでタウヒードを否定しているのではないかという考えもある。確かに、シーア派の一分派であるアラウィー派のアリーが神の化身であるという信仰もある。

#### タワッスル
サラフィーは、シーア派及びスンナ派の人々が様々な方法でタウヒードを否定していると主張する。例えば、アラビア語でタワッスルと呼ばれるアリーへの崇敬の念を唱える祈りを行うシーア派と伝統的なスンナ派の人々は、多神論者であるという主張である。

### スンナ派（サラフィー）への批判
特に、シーア派の人々が、サラフィーをイスラームの多くの部分を放棄したと告発している。例えば、シーア派の人々は、マウリドという言葉を盛大な祝祭で用いている。シーア派の人々は、サラフィーがムハンマドが過度に神格化されることを恐れるだけでなく、ムハンマドとの紐帯をもっていたいと人々が願っていることを奪っていると批判する。
サラフィーは、ムハンマドが自分の誕生日を祝ったことはなく、同様に、サハーバも、ムハンマドの誕生日を祝ったことはないと主張している。そして、預言者の誕生日を祝うことを禁止（ビドア）にすべきだと結論付けている。

## 現実解釈における3つの原則
ただ、タウヒードを論じる上で重要なのは、神の唯一性というイスラーム世界で論じられた「アッラー」の属性を論じることではなく、アッラーが唯一であることを前提とした上で、現実にどのように解釈をするかということである。タウヒードは、イスラーム世界の様々な法理論、神学、哲学、政治学、経済学などの基礎となる。
ここでは、タウヒードの持つ等位性・差異性・関係性の3つの性格を論じる。

### 等位性

#### ユダヤ教との比較
ユダヤ教の場合の神の啓示の受け手はヘブライ人に限定される（選民思想）。黒田は、スピノザの聖書解釈による『神学・政治論』の足取りを用いることによって、イスラームとの差異を以下の文章で結論付けた。
「イスラームのタウヒード論が提示している万象の等位性の原則は、創造者と被造物との関係を〈一化〉し、両者の間の隔たりを等距離に置くことによって、差別の規制を外し、現実世界の解釈に水平的な展望を与えている。万物が同等な存在の価値をもつというこの世界観は、特権的な地位を享受する者たちによる専断が産出する、存在世界についての縦割りの構造化を阻むのである」

#### キリスト教との比較
ユダヤ教がヘブライ人に神の啓示の受け手を限定したのに対し、キリスト教は、民族という境界を越えて普遍化した宗教であるといってよい。しかしながら、ユダヤ教の選民思想を克服したキリスト教もまた、三位一体説において、イスラム教からみれば大きな問題を内包することとなる。
キリスト教の正統教義においてイエス・キリストは「真の神であり真の人である」とされる。イスラム教からみると、これはナザレのイエスという人間を特権化し、例外的に神の子として位置づけていると批判される。このことは、イスラム教からみて、全ての被造物が平等であるという論理を結果的に破綻させる可能性をはらむ。
イスラームのタウヒード論がキリスト教に対する批判のまなざしは、ユダヤ教の選民思想とは異なり、「精神的ものと物質的なものとの乖離、ならびに前者を後者の上に位置させる世界観である。このような差別的世界観が何に由来するのであるかは、やや複雑な問題である。しかし存在界を縦割りに序列化し、物質的な要素、世俗の世界の事柄は放置して、もっぱら精神的な事柄に関心を集中させるキリスト教の基本的な傾向は、すでに常識となっている」という、精神・物質の二元論的な考え方の批判になる。

#### 存在論としての平等
イスラームのタウヒードが保障している内容は、それぞれが保有する属性にいかなる差別をも設けないこととなる。
イスラームにおいて、神が基本的な創造を終えた後、被造物の世界の管理、運営の責任を持つものとして、神に創造された人間が神からの委託を受けたと説く。したがって、万物が神の前に等しく平等であるという等位性を持って説明した場合、イスラームの文脈においての平等という概念が、「精神的な鍛錬、あるいは道徳的要請によって求められる結果といった、個人の側の自覚に基づく知的、精神的追求の成果として得られるのではなく、より深く、普遍的な存在論的基礎を持っていると言う点」に集約されるわけである。

### 差異性
「神は創造にあたって、無駄な努力、重複を避けられた。したがって彼の創り出した被造物は、全てが差異的である」という理論を出発点に、タウヒードをめぐる議論においては、クルアーンのいたるところで散見される個の重要性について語る必要がある。

#### カラーム神学の原子論
イスラーム思想史の概観をはじめに記述しておくならば、イスラームの特性を十分に考慮したカラームの神学と新プラトン派の色彩の強いギリシャ系哲学という2つの流れが存在する。詳細は、イスラーム哲学を参照のこと。
カラーム神学の特徴とは、議論百出であった神学者の意見の収斂の結果として、「万物の差異性」を挙げられる。この主張に従うならば、「万物は、分割不可能な部分、つまり最小の単位である原子から成り立っている。ところで、この原子は必ず二つの要素、つまり実体と偶性から構成されている。実体はそれ独自では現実に存在せず、それが具体的な存在となる際には一つ、ないしは複数の偶性を伴う。ところでその際特に注目すべき点は、一つの実体がそれぞれ必ず異なった偶性をとり、決して同じものをとることが無いという」独自の原子論を展開した。
この議論は、一々の個体の固有性に目を瞑りながらも、それを構成する最小の部分である原子に、差異性が存在する根源を求めるというイスラーム世界における伝統的な「差異性」においての解釈論であった。

#### 〈存在の優位性〉論
カラーム神学とは、別の角度で、差異性を論じたのが、17世紀のイランの哲学者であるモッラー・サドラーである。
彼の理論の大前提は、「眼前に存在するそれの固体が宿している秘密にうたれ、それと向き合うこと」にあった。著作『存在認識の道』において、事物が存在していることはいかなる定義なしで瞬時に了解されるがそれを規定することの困難さを記述している。
モッラー・サドラーは、この疑問を出発点に、同著において、存在に関しては完全な定義はありえようが無く、存在とまったく同等の概念が無いがゆえに、説明的に定義することができないと論証した。彼の世界認識、この本質か存在かの対比において、存在を先行させた〈存在の優位性〉論での意図は具体的に存在するそれぞれの最適な個体の一義性であった。

#### 差異性の持つ政治的側面
イスラームの政治性を論じるにあたって基本的に重要なのは、ハリーファ（代理権）の概念である。ただ、西洋世界の王権神授説と厳格に峻別する必要がある。西洋世界の王権神授説が、国王が神の代理人として、政治に当たるという言説であるのに対して、イスラーム世界の代理権の概念は、タウヒードを出発点とするために、ある特定少数の人間に代理権が付与されているわけではないということである。
カリフという言葉は、預言者ムハンマド亡き後のウンマの指導者、最高権威者の称号であり、そのハリーファの原義は「代理人」で、西暦632年にムハンマドの死後のウンマの指導者としてアブー・バクルが選出され、「神の使徒の代理人」（ハリーファ・ラスール・アッラーフ）を称したことに始まることから明らかである通り、あくまでも、創造者であるアッラーがその主権の行使を人間に委託していることがこの語のはじまりである。
パキスタンのイスラーム活動家であるマウドゥーディーは著書“The Islamic Way of Life”において、「タウヒードの諸原理を認めた上で代理の義務を喜んで果たそうとする共同体全体に、カリフの権威が与えられるということである……こうした共同体社会は、カリフの権威全体に対して責任を負っている。共同体の一人一人が神聖なカリフの権威を持っている」と述べ、それゆえに、人間は、神の現世における代理人の地位を獲得し、被造物の中から必要なものを所有することが許され、同様に、政治の分野においても神の主権を行使することが許されたのである。

#### 差異性の持つ経済的側面
イスラーム世界において、全てのものが差異的であるという論理が基本となるのであれば、その経済的側面は、この世に一つとして等価のものは存在しないということになる。したがって、イスラーム世界の商取引は、伝統的に定価に基づく取引ではなく、交渉による取引が基本となる。
イスラームが仏教やキリスト教と違って根本的に異なる点は、もともと、イスラームというシステムの中に商取引がシステムとして組み込まれている宗教だということであり、貨幣経済とは切っても切れない関係を持つのであるが、貨幣は蓄積の手段となりうるがゆえに、あらゆるものを商品化した上で、等価性の原則に屈服させてしまおうとするのである。この論理に基づいていくのであれば、現在の経済システムは、確実に何らかの抑制が求められるわけである。
したがって、リバー（利子）や退蔵の禁止、投資はよくても投機の禁止がイスラームでは明確に意識化されるのである。その意識が具現化されたのが、イスラム銀行ということになる。

### 関係性

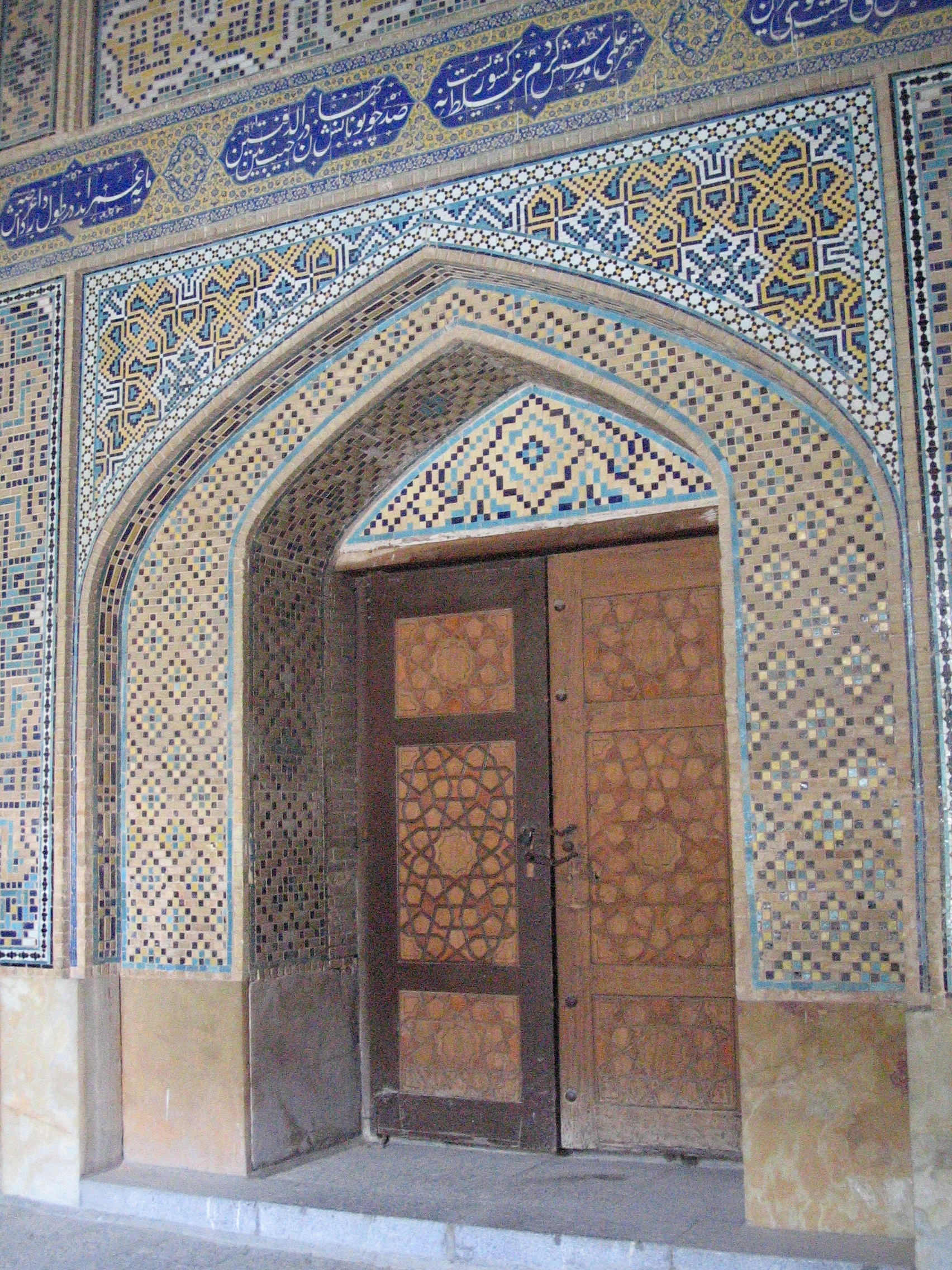
エスファハーンの王のモスクより。

第3の原則である関係性について、つまり万物が互いに関連しあっていて、1つとして他とかかわりを持たぬものはないという原則である。黒田は、比喩的にイスラーム世界のマスジド（礼拝所）やそのほか各種の公共建築の壁面を飾るアラベスク模様（アラベスク模様については、アラベスクを参照すること）を用いて、イスラーム世界の関係性を説明する。

#### アラベスク模様の思想性
アラベスク模様の思想性とはすなわち、それぞれの単位が複数の構成要素から成立して、その単位の形状によって、他の諸部分との関わり方が異なってくるが、全体の図柄の中では、一々の部分が互いに主張し、設計者の意図に従うことはない。一方で、一つの図像を描き出すことが最終目的であるが、他方では何らかの存在者のイメージを描くことではなく、その背後にある関係性そのものの配置の妙を表現することに関心を抱く。
それを具現化したアラベスク模様がエスファハーンの王のモスクやアルハンブラ宮殿で見出すことが可能である。

#### 人間関係と男女の関係、親子の関係
個人の第一の関係的単位は、夫婦関係であることから、クルアーンでも記述があるが、肝要なのは、男女の関係の相補性である。
「妻たちは汝らの着物、汝らは彼女らの着物（第2章第187節）」
「神はまず一人の人間を創り、それに配偶者を与えた」
というクルアーンの記述が明らかになるとおり、男女がそれぞれ差異的であり、相補的であるという点、また、神による人間の創造の記述はあくまでも中立的であるということになる。夫であること、妻であることの特質を譲らない協調関係は、親、兄弟姉妹、子供たちへの関わり方につながっていく。
クルアーンの記述。